# Lancia Delta S4
El Lancia Delta S4 es un automóvil de carreras construido por la empresa italiana Lancia en conjunto con Abarth, homologado como grupo B y pensado para competir en el Campeonato Mundial de Rally. Se desarrolló en 1984 a partir del modelo del Lancia Delta, comercializado por primera vez en 1979, y participó tan solo en las temporadas 1985 y 1986 del Campeonato Mundial de Rally. En su primer año debutó en la última ronda del calendario, el Rally de Gran Bretaña, donde consiguió un inesperado doblete con los pilotos Henri Toivonen y Markku Alén. Por otro lado, durante el segundo año participó en todas las citas, excepto en el Rally Costa de Marfil, y mantuvo una intensa lucha con su rival más directo, el Peugeot 205 Turbo 16, cuando ambas marcas peleaban por los títulos de constructores y de pilotos, sobre todo una vez que el resto de equipos oficiales se retiraron de la competición a mitad de la temporada. El Delta S4 tenía todas las características que hicieron de los grupo B los más extraordinarios de la historia de los rallies: motor central con turbo, compresor y dobles intercoolers, chasis tubular, tracción a las cuatro ruedas y carrocería de fibra. Este modelo sustituyó al Lancia Rally 037, vehículo que la marca usaba desde 1982. Si bien había obtenido varias victorias y el campeonato en 1983, con la llegada de vehículos con tracción integral como el Audi Quattro y el Peugeot 205 Turbo 16, se mostró menos competitivo, especialmente en pruebas sobre tierra debido a la tracción trasera, que sin embargo lo hacía rápido en asfalto. En 1986, y debido a los hechos acaecidos, cuando varias personas perdieron la vida durante el Rally de Portugal y Henri Toivonen y Sergio Cresto fallecieron durante el transcurso del Rally de Córcega a los mandos de un Lancia Delta S4, los grupo B fueron prohibidos por la Fédération Internationale du Sport Automobile (FISA) —antecesora de la Federación Internacional del Automóvil (FIA)— por lo que la vida deportiva del Delta S4 se vio interrumpida muy pronto y pareció destinado terminar en las vitrinas de los museos o al igual que otros modelos, a seguir compitiendo en carreras donde estos modelos están permitidos.
Aunque el Delta S4 es también un modelo de serie construido bajo el nombre de «Lancia Delta S4 Stradale», apelativo tomado del Alfa Romeo 33 Stradale, esta versión fue lanzada al mercado para homologar el modelo de competición con un precio de once millones de pesetas. En teoría, Lancia construyó las doscientas unidades que el reglamento requería, aunque existen diferentes versiones que varían según que la fuente que se consulte. El Delta S4 Stradale es una berlina compacta de tracción total y chasis como el del Fiat Ritmo. A pesar de compartir nombre el Stradale dista mucho respecto de su versión para la competición.
El Delta S4 corrió tan solo once pruebas del campeonato del mundo. Debutó en el Rally de Gran Bretaña de 1985 y consiguió cuatro victorias y un total de doce podios, además de dar a Lancia el subcampeonato de marcas y de pilotos en 1986. También fue utilizado por Lancia a través de sus equipos satélites —la escudería Jolly Club y la Scuderia Grifone— para competir en el Campeonato de Europa de Rally, donde obtuvo varias victorias y el título en 1986 con el italiano Fabrizio Tabaton. Paralelamente, consiguió el título en el Campeonato de Italia de Rally con el piloto Dario Cerrato.
En 1987 la constructora Lancia lo sustituyó por el Lancia Delta HF 4WD, vehículo que conservaba el apelativo «Delta» aunque estaba homologado como Grupo A y distaba mucho del S4, especialmente en el aspecto técnico. Debutó en el Rally de Montecarlo de 1987 con victoria y fue «el iniciador de la saga de modelos más exitosa de la historia del campeonato del mundo». Las cuatro evoluciones con las que contó —Lancia Delta HF 4WD, Lancia Delta HF Integrale, Lancia Delta Integrale 16v y Lancia Delta Integrale 16v Evo— lograron en su trayectoria en el campeonato del mundo cuatro títulos de pilotos, seis títulos de marcas consecutivos y cuarenta y seis victorias.

## Contexto

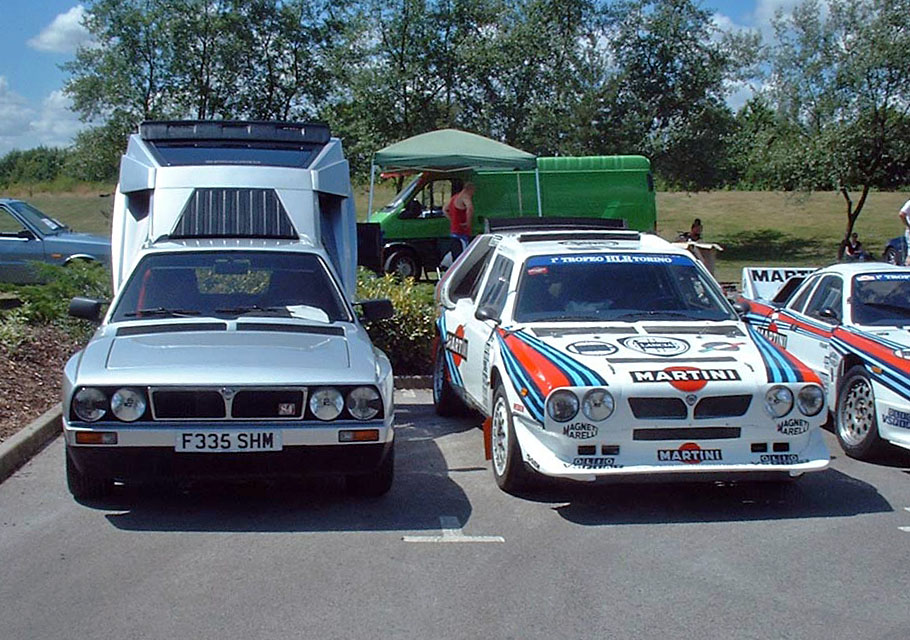
De izquierda a derecha: Lancia Delta S4 de serie, comercializado con el nombre de Delta S4 Stradale, y Lancia Delta S4 de competición.

El Campeonato del Mundo de Rally se inició en 1973 y, durante los primeros años, los vehículos usados eran principalmente los pertenecientes a los grupos 2 y 4. En el caso de Lancia, el primer modelo de estas características fue el Lancia Stratos, un vehículo del grupo 4 concebido exclusivamente para competir y con el que la marca logró diecisiete victorias entre 1974 y 1981. En 1982 la federación internacional introdujo un nuevo reglamento, el grupo B; era una categoría muy abierta y permisiva que permitió el nacimiento de vehículos muy potentes, ligeros y que introdujeron importantes novedades técnicas a la competición, como la tracción integral y los motores turboalimentados que permitían elevar la potencia a nuevos límites. Esta reglamentación permitió a las marcas construir vehículos exclusivamente para la competición con la condición de fabricar solo doscientas unidades para el mercado. Además, las nuevas piezas o evoluciones de los mismos podrían homologarse con solo fabricar veinte coches más. Las marcas disponían entonces de una normativa que les permitía fabricar coches desde cero, abaratando costes y sin necesidad de fabricar las unidades de manera masiva. Una de las primeras marcas en desarrollar un vehículo de estas características fue precisamente Lancia con el Lancia Rally 037. Este modelo era de tracción trasera, muy ligero y equilibrado. Compitió entre 1982 y 1985 y consiguió seis victorias, veintinueve podios a lo largo de su trayectoria —en sus dos versiones: Lancia Rally 037 y Lancia Rally 037 Evo— y dio a la marca el título en 1983. Sin embargo, era poco competitivo frente a la tracción integral del Audi Quattro A1 y el Peugeot 205 Turbo 16, el primero introducido en 1983 y el segundo en 1984. Ese mismo año, con el debut del modelo de Peugeot, el director deportivo de Lancia, Cesare Fiorio, decidió retirar el 037 y desarrollar un modelo que estuviese a la altura de sus rivales. De esta manera surgió el Lancia Delta S4.

## Desarrollo y características

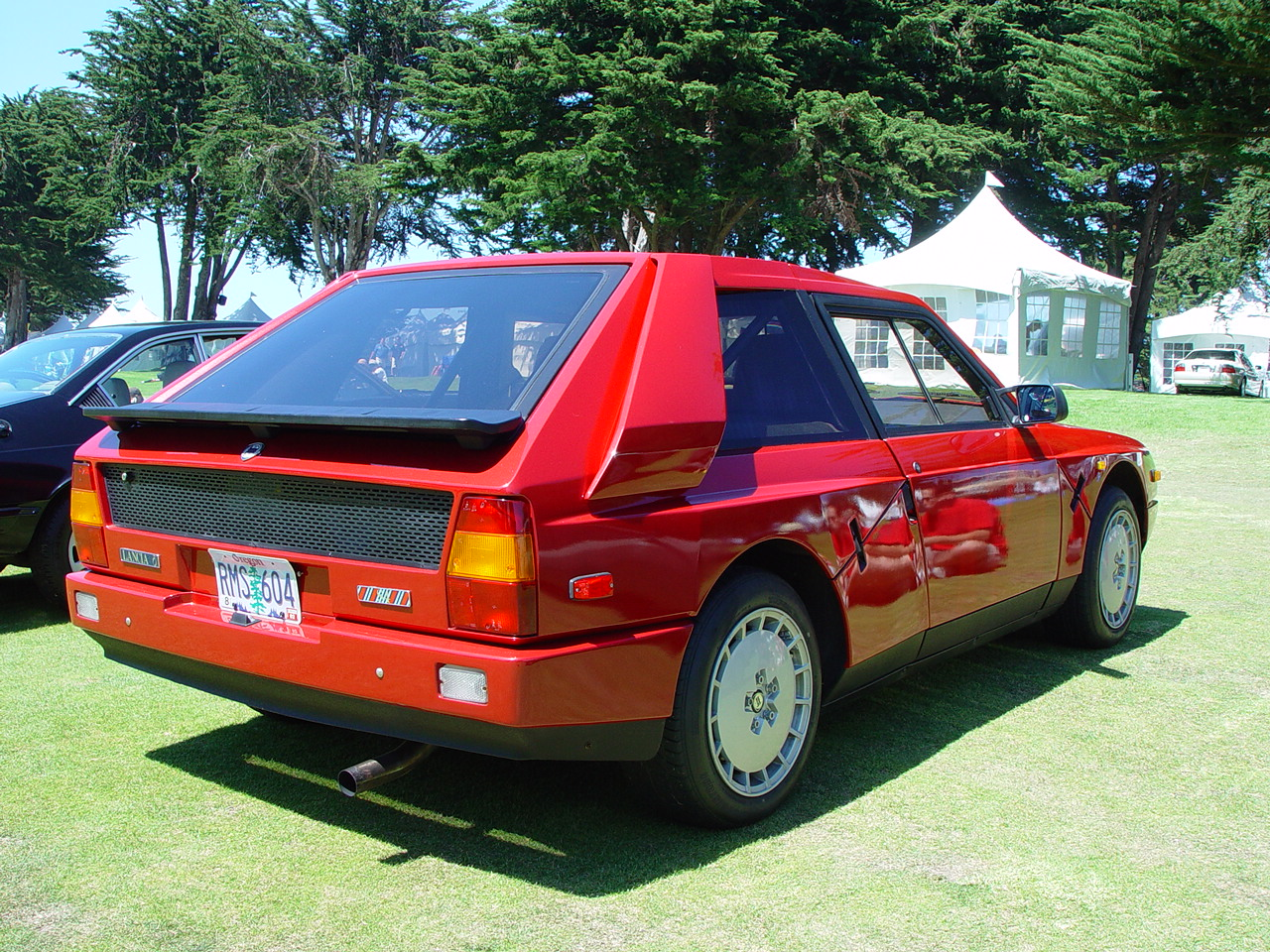
Vista trasera del S4 Stradale.

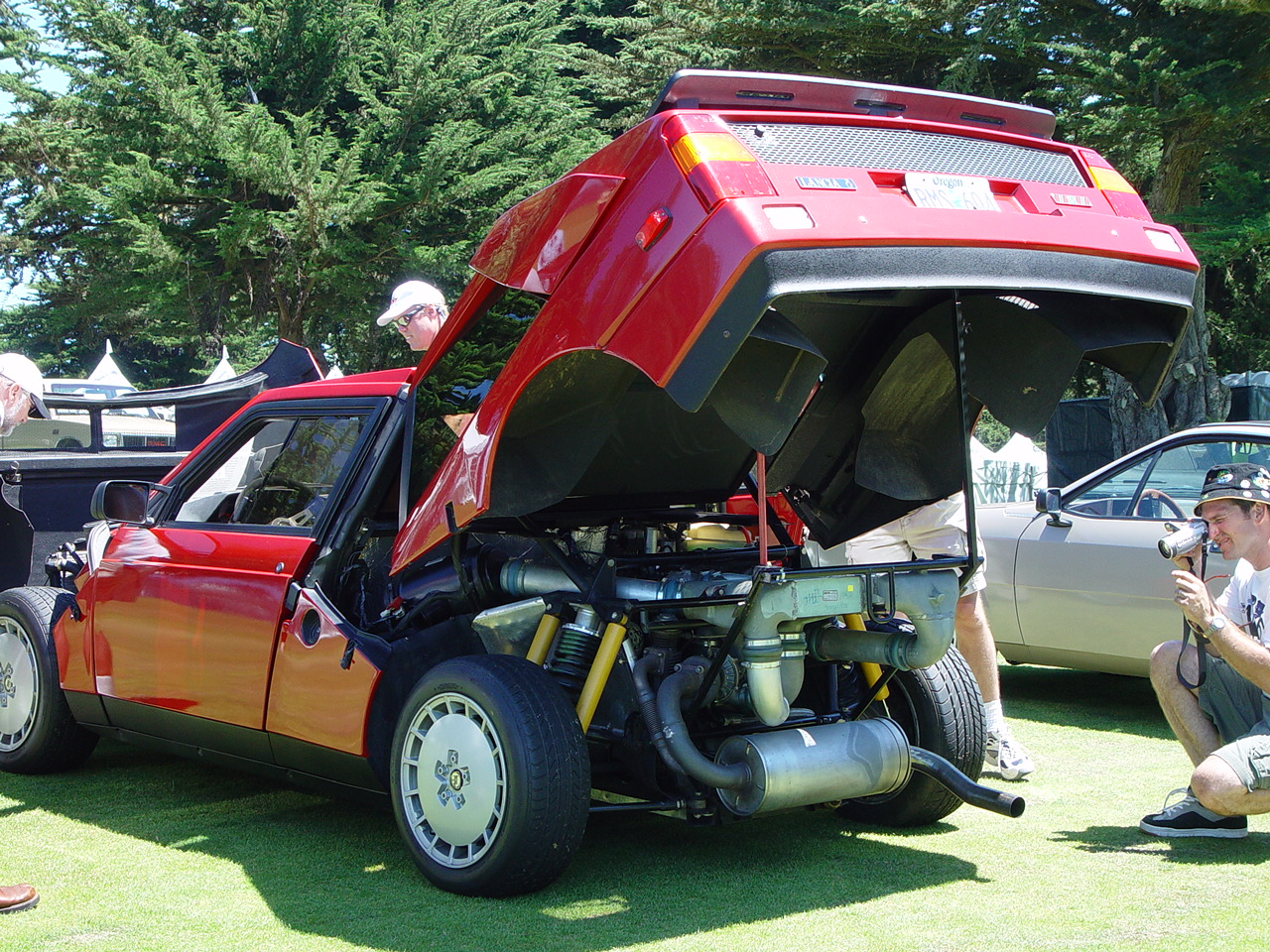
Vista del motor del S4 Stradale.

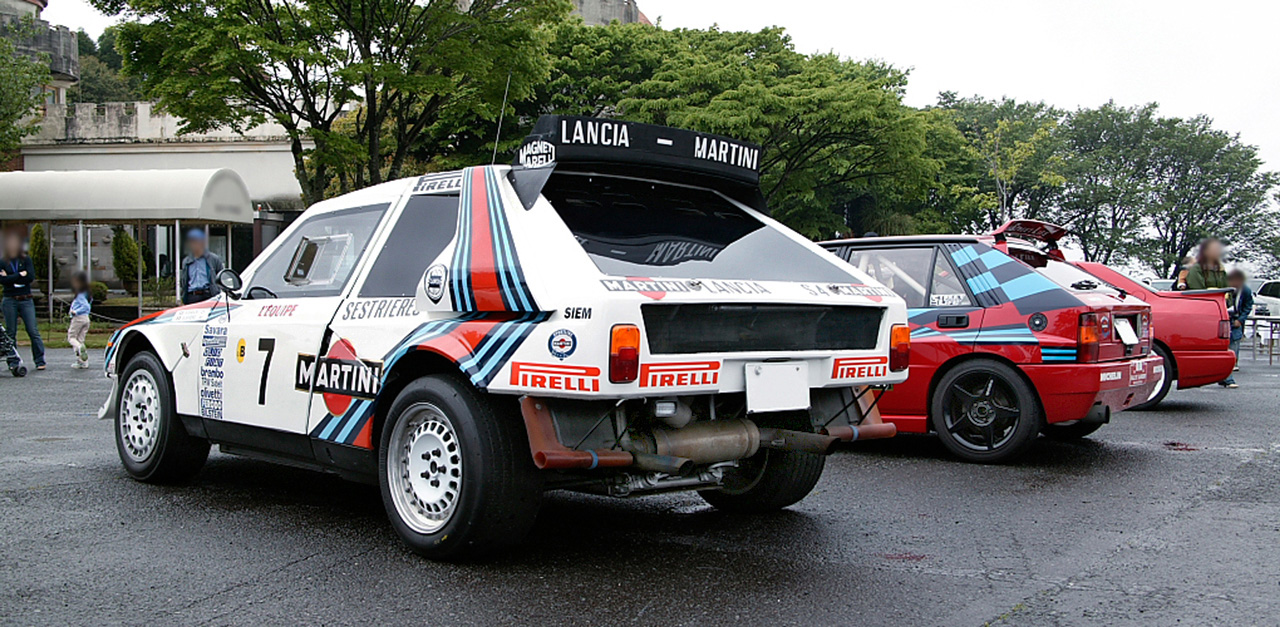
Vista de la parte trasera del Lancia Delta S4 de rally.

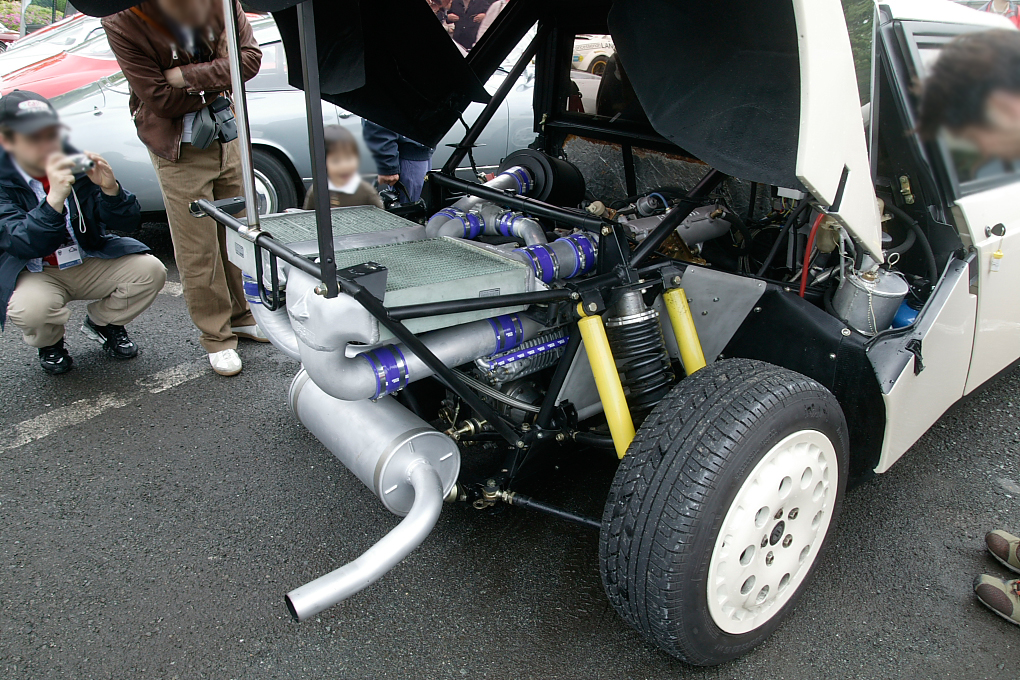
Vista del motor del Lancia Delta S4.

El desarrollo del Lancia Delta S4 comenzó en 1983. En el participaron Lancia, Abarth —ambas filiales de Fiat Group Automobiles— y el que fuera ingeniero del departamento de competición de la marca, Claudio Lombardi, bajo la supervisión del jefe del departamento de competición, Cesare Fiorio. Entre los ingenieros que participaron en el proyecto del S4, que recibió el código interno de SE038 / SE040, también se encontraban Paolo Ferrero, Roffina Giovanni y Enrico Alviano. El equipo trabajó durante treinta meses, de enero de 1983 a noviembre de 1985, y aunque tenía previsto su debut en el Rally de Finlandia de 1985, este se retrasó hasta el mes de noviembre de ese año.
El Delta S4 se desarrolló a partir del modelo del Lancia Delta, automóvil del segmento C comercializado por primera vez en 1979 y diseñado por Giorgetto Giugiaro, aunque su homólogo de competición no tenía nada que ver con este. Se construyó sobre un chasis monocasco central con el habitáculo y el arco de seguridad incluidos. Sobre este se dispusieron dos subchasis tubulares: el delantero, que alojaba el eje y el trasero, que sostenía el motor, la caja de cambios, el diferencial y por supuesto el eje trasero. Esta disposición era igual a la del 037, si bien este tenía tracción trasera y un motor distinto del cual copió muchas de sus características, como el comportamiento en el reparto de la tracción. Disponía de un diferencial de acoplamiento viscoso central (o tipo Ferguson) con un reparto de par favorable al eje trasero, en gran parte para compensar el desequilibrio en el reparto de pesos, puesto que la parte trasera era más pesada que la delantera al albergar el motor y el cambio. De esta manera el diferencial, de la marca ZF, mandaba un 25% de par al eje delantero y un 75% al trasero, para aprovechar la carga y mejorar su capacidad de tracción, aunque para algunas pruebas de tierra esta configuración se modificó hasta conseguir un reparto de 30/70. Contaba con un motor de cuatro cilindros en línea de 1759 cm³ (1,8 litros) dispuesto longitudinalmente, muy ligero y con menos capacidad con respecto a su antecesor, el 037 que montaba un 2,2 litros. Una de las peculiaridades del motor del S4 era que utilizaba dos sistemas de sobrealimentación: un turbocompresor de la marca KKK K27, aunque otra fuente afirma que el turbo era de la marca Garrett; y un sobrealimentador tipo Roots Volumex desarrollado por Abarth utilizado con anterioridad también en el 037. Esta tecnología permitió por un lado obtener potencia extra con el turbo a altas revoluciones y por otro una mayor respuesta a bajas revoluciones, gracias a la entrada en acción inmediata del compresor. Todo esto permitía ganar en bajos y en elasticidad además de aumentar la banda de utilización del motor. Tenía una potencia declarada de 450 CV (444 HP; 331 kW) a las 8.000 rpm y un par máximo de 46 kg·m (451 N·m; 333 lb·pie) a las 5.000 rpm en 1985, si bien en algunas pruebas sobre asfalto, para 1986 era de 480 CV (473 HP; 353 kW) a las 8.400 rpm y se llegaba hasta los 550 CV (542 HP; 405 kW) (estimados). Otra fuente afirma que no solamente se superaban los 500 CV (493 HP; 368 kW), sino que incluso en el Integrale Evoluzione, sucesor posterior al S4, para rallycross y ascenso de montaña (Hillclimbs) alcanza la cifra de los 700 CV (690 HP; 515 kW). Se trata de un gran rendimiento para un motor de solamente 1,8 litros. La potencia era tal que durante muchos años se dijo que en el Rally de Portugal de 1986, Henri Toivonen dio una vuelta al Circuito de Estoril y marcó un tiempo que le hubiera valido para situarse en la sexta plaza en la parrilla de salida del Gran Premio de la Fórmula 1 de ese año, que se disputaba en el mismo lugar. Sin embargo, décadas después algunas personalidades desecharon en parte esta historia más cerca de la leyenda que de la realidad. El director, por entonces, de Lancia, Ninni Russo, afirmó en 2013 que Toivonen había rodado en el circuito semanas antes del rally en un evento privado y que obtuvo un tiempo que le valía para entrar entre los diez primeros de una prueba de F1 realizada semanas antes. En contraposición, Cesare Fiorio afirmó en el año 2011 durante una entrevista en televisión que era la primera vez que escuchaba tal historia.
Las suspensiones eran de doble triángulo y fácilmente regulables, con la particularidad de que las traseras disponían de un único muelle pero con dos amortiguadores gemelos. El Delta era además un vehículo ligero. Los paneles de la carrocería estaban construidos con kevlar y fibra de carbono, materiales que permitieron rebajar el peso hasta los 890 kg. Esto suponía una relación peso / potencia de menos de 2 kg / cv. Contaba con unas dimensiones de 3990 mm (157,1 plg) de largo, 1400 mm (55,1 plg) de ancho por 1880 mm (74,0 plg) de alto y una distancia entre ejes de 2440 mm (96,1 plg). Mientras que el eje delantero era de 1510 mm (59,4 plg), el trasero era de 1535 mm (60,4 plg). Utilizaba unos neumáticos de la marca Pirelli 205/55VR16 en sus cuatro ruedas.
El S4, acrónimo que se tomó de «Supercharged» y «4 wheel drive», obtuvo la homologación por parte de la federación el 1 de noviembre de 1985 con número de ficha B-276. Tan solo veintitrés días después, debutó en su primera prueba del campeonato del mundo: el Rally de Gran Bretaña, que ese año se celebró del 24 al 28 de noviembre. Antes de esto el modelo ya había debutado en el Rally 1000 Pistes (Francia) como prototipo, en el Rally do Algarve (con un motor limitado a 400 cv) y en el Rally Colline di Romagna (Italia) el 21 de julio donde logró la victoria en manos de Markku Alén.
Giorgio Piantia y Massimo Biasion fueron los pilotos encargados de las puesta a punto. Una vez que el S4 debutó en competición la marca siguió trabajando en él y realizó unas pruebas sobre nieve en la Laponia sueca con Markku Alén presente para dar instrucciones a los ingenieros.

## Competición

### Campeonato Mundial de Rally

#### Temporada 1985

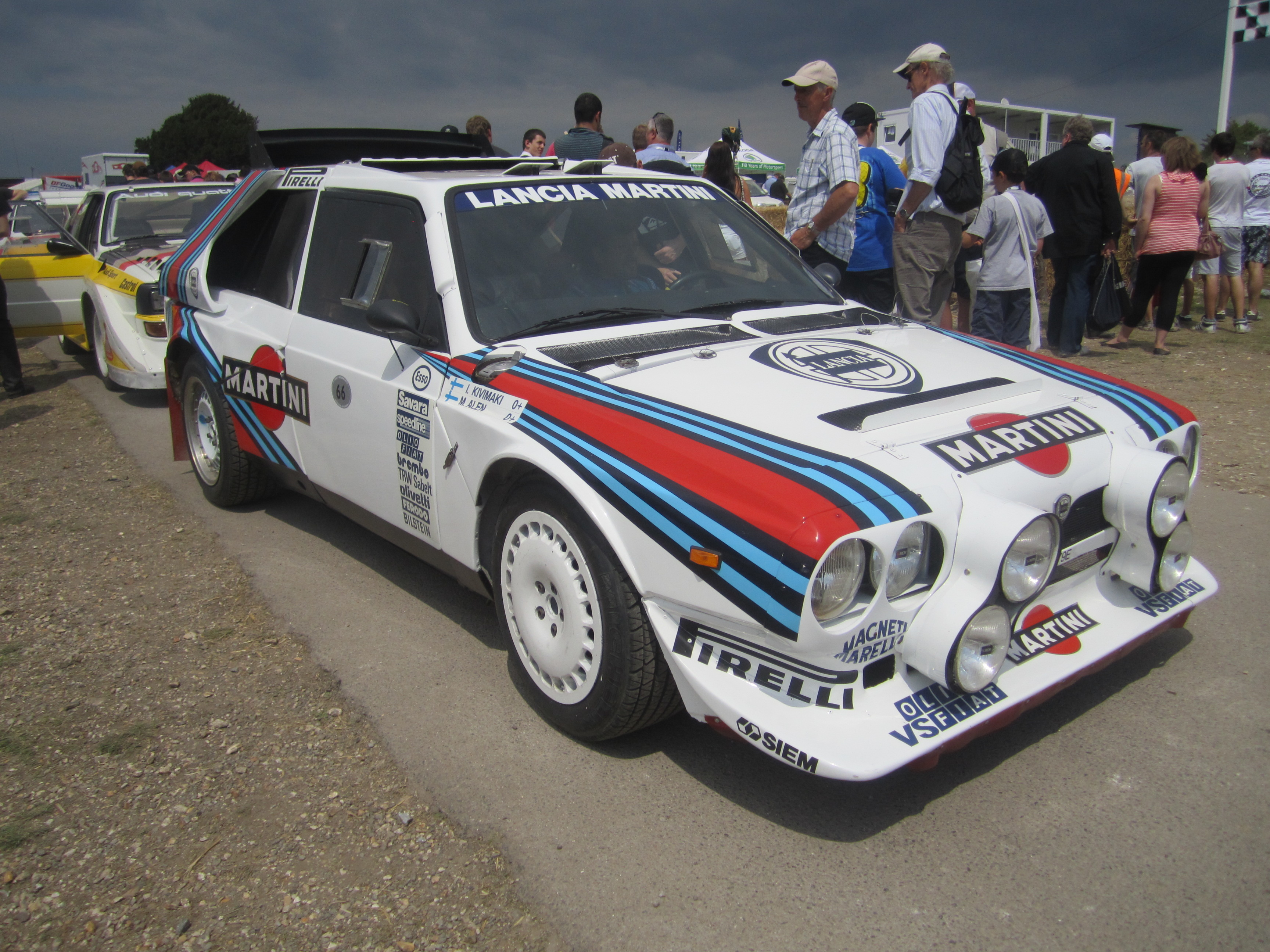
Lancia Delta S4 de Markku Alén con la decoración típica del equipo Lancia: fondo blanco con bandas azules y rojas así como su principal patrocinador, Martini.

El Peugeot 205 Turbo 16 de Timo Salonen dominó el mundial de 1985. Lancia compitió con el Rally 037, vehículo que convivió con el S4 ese año y el siguiente. Una vez desarrollado y homologado el S4, la marca inscribió en el Rally de Gran Bretaña dos unidades: una para Markku Alén, piloto finés que corría con el equipo desde 1978, y otra para Henri Toivonen, un joven piloto también de procedencia nórdica que había debutado con el equipo en 1984. La prueba se disputó entre el 24 y el 28 de noviembre con un recorrido de sesenta y cinco tramos que suponían un total de 896,98 km cronometrados. La intención del equipo italiano era ver el comportamiento real en carrera y servir como preparación para la temporada siguiente. Además del Delta S4, también debutó el MG Metro 6R4 conducido por Tony Pond y Malcolm Wilson. Los favoritos de la carrera no eran los pilotos de Lancia, si no los de Peugeot y Audi. Timo Salonen, ya campeón, y Karl Grundel estaban inscritos con sendos Peugeot Turbo 16 Evo II en sustitución de Ari Vatanen, quien sufrió un accidente en el Rally de Argentina. Por su parte, Audi inscribió a Hannu Mikkola y Walter Röhrl, ambos con sus respectivos Audi Sport Quatro S1, que en el caso del segundo contaba con un cambio automático secuencial como novedad que la marca quiso probar. Nada más comenzar la carrera, Markku Alén marcó el mejor crono en los primeros dos tramos y se puso en cabeza, perseguido por Hannu Mikkola, Timo Salonen y Toivonen, que en los primeros compases de la prueba fue más prudente y prefirió no arriesgar. La primera etapa finalizó con Alén líder, pero muy seguido de Mikkola. En la segunda jornada el piloto de Audi consiguió superarlo, pero unos problemas eléctricos en su vehículo le hicieron perder el liderato que de nuevo recayó en el piloto de Lancia. En ese instante, los dos pilotos de Peugeot habían abandonado en el mismo tramo: Salonen con el motor roto y Grundel por salida de pista. La tercera etapa comenzó con un Alén liderando sin problemas, seguido de su compañero Toivonen y de Pond, que con su Metro 6R4 consiguió ascender hasta la tercera plaza gracias a su regularidad. Sin embargo, en uno de los últimos tramos Alén cortó en exceso una curva, dio contra un talud y volcó fuera de la carretera sobre una poza de barro. Intentó sacar su coche y volver a la carretera, pero sus intentos fueron en vano. Cuando parecía que el finés debería abandonar apareció su compatriota Juha Kankkunen, quien tiró del coche de Alén con su Toyota Celica Twin Cam Turbo y logró sacarlo del atolladero para meterlo de nuevo en carrera. Esta acción supuso una reprimenda al piloto de Toyota por parte de su jefe de equipo Ove Andersson, aunque debido a su ventaja Kankkunen tenía casi asegurada su posición por la ventaja con su inmediato seguidor, McRae, y la imposibilidad de alcanzar a su predecesor, el Audi de Per Eklund. A pesar del volver a la carrera, Alén perdió la primera posición, por lo que su compañero se puso líder. Toivonen supo aprovechar la ventaja y se mantuvo en cabeza hasta hacerse con la victoria. El equipo italiano logró un inesperado doblete con Henri Toivonen en lo alto del podio, que dio al Delta S4 su primera victoria internacional además de volver a ganar en la prueba donde lo había hecho cinco años atrás. El resultado de Lancia presagió una intensa lucha por el campeonato para la temporada siguiente entre el Delta S4, el 205 T16 y el Audi Quattro.

«Habíamos venido a Inglaterra con múltiples interrogantes. Ahora de nuevo hemos demostrado que cuando Lancia se presenta lo hace siempre al máximo nivel.»
Cesare Fiorio tras la victoria en Inglaterra, 1985. 

#### Temporada 1986

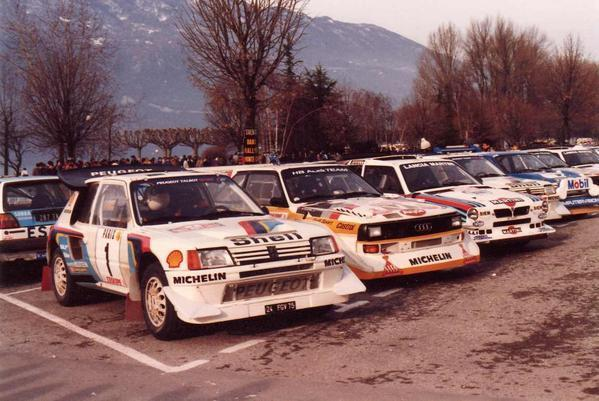
Parque cerrado del Rally de Montecarlo de 1986. El año empezó con una interesante lucha entre el Peugeot 205 T16, el Audi Quattro y el Lancia Delta S4 de la que finalmente se desmarcaría el vehículo de la marca alemana.

La temporada 1986 comenzó con el Rally de Montecarlo, que ese año tuvo lugar con poca nieve y convirtió la elección de los neumáticos en una tarea complicada. El rally fue dominado por Henri Toivonen que lideró la carrera hasta el tramo veinte, pero un accidente durante enlace contra el vehículo de un espectador casi le costó la victoria. El finlandés pudo llegar hasta el parque de asistencia, donde sus mecánicos reconstruyeron el coche en tiempo récord, y no solo pudo volver a la carrera, sino que recuperó el tiempo perdido y terminó sacándole cuatro minutos de ventaja a Timo Salonen en el tramo de Turini, que hasta ese momento lideraba la carrera. De esta manera, Toivonen recuperó el liderato y lo conservó hasta el final. La victoria significó la segunda consecutiva del Delta S4, lo que confirmó la competitividad del mismo. El podio lo completó Salonen con el Peugeot y Mikkola con el Audi, mientras que el compañero de Toivonen replegó en el tramo décimo sexto por una avería en el árbol de levas. Sobre el ritmo de Toivonen el propio Salonen afirmó:

«Seguir el ritmo de Toivonen era simplemente suicida.»
Timo Salonen durante el Rally de Montecarlo de 1986.

Tras el Montecarlo, llegó el Rally de Suecia, donde los Peugeot y los Lancia fueron de nuevo los protagonistas. La prueba comenzó con el liderato de Salonen que se mantuvo en cabeza hasta que una rotura en el motor de su coche acabó con sus esperanzas y motivó que Toivonen alcanzara el primer puesto. Sin embargo, el finlandés, que lideró hasta el tramo doce, también tuvo que abandonar por una avería mecánica. Como consecuencia de estos abandonos, Kankkunen obtuvo la victoria seguido del Delta S4 de Alén, resultado que le permitió ascender a la cuarta posición de la clasificación del campeonato mientras que Toivonen bajó a la segunda posición, en favor de Kankkunen. Paralelamente, Lancia y Peugeot empataron a puntos en el campeonato de marcas.
En Portugal, la tercera cita del calendario, se vivió el primer drama del año. Durante el primer tramo, Lagoa Azul, el piloto local Joaquim Santos se salió de la carretera con su Ford RS 200 y embistió a los espectadores que allí se encontraban. El accidente provocó la muerte a tres de ellos y una treintena de heridos. Tras el suceso los pilotos oficiales, reunidos en una rueda de prensa en un hotel de Estoril, decidieron no continuar alegando que la imposibilidad de controlar al público ponía en riesgo tanto a ellos mismos como a los espectadores. Pese a todo, el rally prosiguió y el portugués Joaquim Moutinho venció con un Renault 5 Turbo. De esta manera ni Lancia ni Peugeot sumaron ningún punto en Portugal y la clasificación del mundial apenas sufrió cambios. Tras la cita lusa tuvo lugar el Rally Safari, donde Lancia decidió participar con dos Lancia Rally 037 Evo pilotados por Markku Alén y Massimo Biasion. Alén logró la tercera plaza en una prueba dominada por los Toyota Celica Twincam Turbo de Björn Waldegård y Lars-Erik Torph.
La quinta ronda fue el Rally de Córcega, que tuvo lugar en el mes de mayo y supuso un cambio absoluto en el campeonato, al marcar un antes y un después en la historia del certamen. En la prueba corsa estaban inscritos tres Lancia Delta S4, con los habituales Markku Alén, Henri Toivonen y un tercer para Biasion, que hacía su primera participación con el vehículo. La prueba, que constaba de treinta tramos y un recorrido de 1 022,80 km cronometrados, fue liderada por Toivonen hasta que en el décimo octavo tramo, Corte-Taverna, se salió en una curva precipitándose por un barranco y causando un incendio instantáneo que provocó las muertes a sus ocupantes: Toivonen y su copiloto Sergio Cresto. El Lancia Delta S4 se quemó por completo y solo se pudieron rescatar los restos calcinados. Inmediatamente paró la carrera y tras lo sucedido los equipos oficiales se retiraron en señal de duelo. Una de las primeras reacciones por parte del presidente de la FISA, Jean Marie Balestre, fue prohibir los grupo B para la temporada siguiente. Aunque los tramos restantes de la tercera etapa fueron completados y el ganador fue Bruno Saby con un Peugeot 205 T16, la clasificación del campeonato de pilotos no varió con Juha Kankkunen líder, que no había acudido a Córcega, y Markku Alén segundo. Ambos pilotos se disputaron el mundial durante el resto de la temporada sin apenas rivales debido a los abandonos de los equipos Ford, Citroën y Audi, que dejaron solos a Lancia y Peugeot en la lucha por los títulos.

«No pudimos hacer nada. El coche ardía con los cuerpos en el interior. Nos sentimos impotentes.»
Jean-François Fauchille, copiloto de Bruno Saby en el Rally de Córcega tras el accidente de Toivonen.

En el Rally Acrópolis Lancia inscribió tres Delta S4, uno para Alén, otro para Biasion y un tercer para el sueco Mikael Ericsson. Aunque Alén consiguió liderar la prueba en los primeros compases, Kankkunen se puso en cabeza con su Peugeot 205 T16 Evo2 y terminó abandonando en el penúltimo tramo por avería en el motor. El ganador fue el piloto de Peugeot, acompañado en el podio por Biasion que dio al Delta S4 su quinto podio. Tras la cita griega el mundial de rally de trasladó a Nueva Zelanda para disputar la séptima ronda. Lancia confió de nuevo en sus pilotos y envió a tierras neozelandesas a los mismos que compitieron en Grecia. Juha Kankkunen logró la segunda victoria consecutiva esta vez seguido de Alén y Biasion, que lograron ampliar el palmarés del S4 con sendos podios. La cuarta plaza de Ericsson supuso que, por primera vez, todos los Delta S4 terminaran la prueba. Sin embargo los papeles se invirtieron en Argentina. Los Lancia de Biasion y Alén lograron un doblete acompañados en el podio por Stig Blomqvist con el único Peugeot 205 que logró terminar, puesto que Kankkunen y Bruno Saby habían abandonado por avería. La actuación de Blomqvist permitió a la marca asegurar el campeonato de constructores con solo sumar una victoria en las pruebas restantes. Por su parte, Lancia consiguió la tercera victoria para el Delta S4 además de sumar un buen resultado con la cuarta plaza del argentino Jorge Recalde, que corrió en el lugar de Ericsson.
En el mes de septiembre, el mundial regresó al continente europeo para disputar el Rally de Finlandia. La prueba finesa suponía para Lancia un trance importante puesto que solo le valía la victoria para continuar con opciones en el campeonato de marcas. Allí inscribió a Alén y a los suecos Karl Grundel —que hizo su primera y única participación con el Delta S4— y Mikael Ericcson. A pesar de la buena actuación de Alén, que lideró gran parte de la carrera, cometió un error que le hizo bajar a la tercera plaza dejando vía libre a Peugeot para que se hiciese con la victoria y el doblete, dado que sus pilotos no cometieron errores y alcanzaron las primeras posiciones del podio. Con todo, los otros dos Delta lograron terminar en la quinta y sexta posición, lo que suponía la tercera carrera consecutiva sumando puntos.

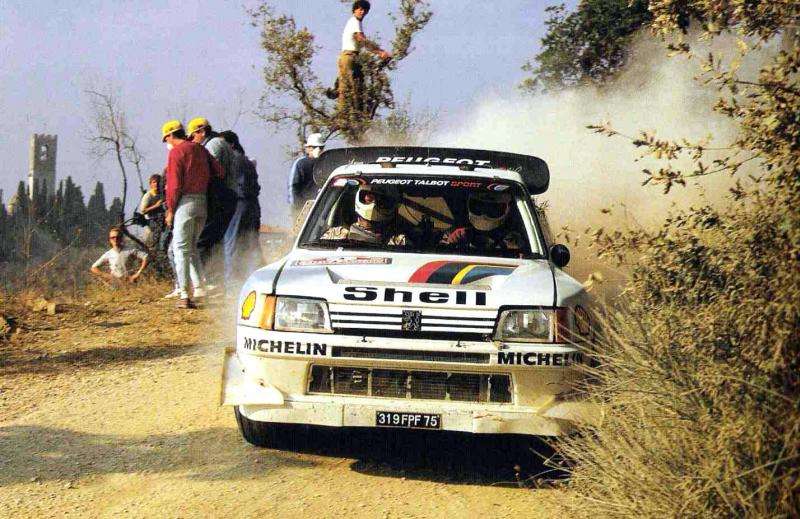
Juha Kankkunen en el polémico Rally de San Remo con el gran rival del Lancia Delta S4: el Peugeot 205 Turbo 16.

Tras el Costa de Marfil, donde ni Lancia ni Peugeot inscribieron a ningún piloto, tuvo lugar el Rally de San Remo. A falta de solo tres rallies, el líder del campeonato era Kankkunen, que sacaba una ventaja de veinte puntos sobre Alén, al que solo le valía ganar en San Remo. Peugeot alineó cuatro 205 para la prueba italiana: uno para Kankkunen, otro Salonen, un tercero para Saby y el último para Andrea Zanussi, que se jugaba el título italiano contra el Lancia Delta S4 de Dario Cerrato. En la primera etapa, Zanussi y Saby dominaron la prueba, mientras que Alén se retrasaba. En la segunda, disputada en tramos sobre tierra, Alén comenzó a marcar los mejores tiempos y se acercó a Kankkunen que terminó el día liderando la prueba. En la tercera etapa llegó la polémica; los comisarios decidieron descalificar a los tres Peugeot que quedaban en carrera —Salonen se había retirado— por unos listones de madera que llevaban en la parte inferior del chasis y que sostenían un dispositivo de «efecto suelo», usado en las primeras carreras de la temporada. Aunque este dispositivo había sido retirado debido a la prohibición de la FISA, los soportes no, motivo por el cual fueron excluidos. Peugeot apeló la decisión puesto que con la exclusión Kankkunen veía comprometido su título y dejaba a Zanussi sin el campeonato de Italia. Todo se interpretó como una maniobra de Lancia, que tras perder el título de constructores quería lograr el de pilotos, y de la FISA, molesta por las críticas de Peugeot ante la imposición de los grupo A para 1987. Aunque inicialmente se otorgaron los puntos en el campeonato, una vez finalizada la temporada la federación internacional anuló el resultado de la prueba y quitó los puntos correspondientes que los equipos sumaron en Italia. Esta situación dio la victoria inicialmente a Markku Alén, que estuvo acompañado en el podio por Dario Cerrato y Miki Biasion,  cada uno con sendos Delta S4, la que a posteriori hubiese sido el mejor resultado del modelo de Lancia en una prueba del campeonato del mundo, hasta la anulación de los resultados.
La penúltima prueba del año era el Rally de Gran Bretaña, donde Lancia volvió a inscribir a Alén y a Mikael Ericsson. La carrera fue una dura lucha con continuos cambios de líder. Aunque Alén resultó vencedor en dieciséis tramos y Salonen en catorce, el de Peugeot obtuvo la victoria, por delante del Delta de su compatriota y de su compañero Kankkunen, que con el 205 finalizó en la tercera plaza y mantuvo vivas las esperanzas en la lucha por el título que se decidiría —en primer término— en la última prueba, el Rally Olympus. Tanto Peugeot como Lancia enviaron un solo coche a Estados Unidos; uno para Alén y otro Kankkunen, que jugaron solos el título. Alén controló a su rival y obtuvo la victoria y el campeonato tras finalizar por delante de su rival con una ventaja de más de tres minutos. En esta prueba también participó el italiano Paolo Alessandrini con un Delta S4 privado con el que finalizó en la sexta plaza. El triunfo de Alén fue la última victoria del S4 en el campeonato del mundo y que inicialmente también la valió el campeonato del mundo. Sin embargo, el 17 de diciembre del mismo año la FISA vio ilegal la descalificación de los Peugeot en San Remo y, ante la imposibilidad de recolocar los coches en la clasificación final, anuló los resultados, lo que le concedió el título a Kankkunen.

### Campeonato de Europa y Campeonato de Italia

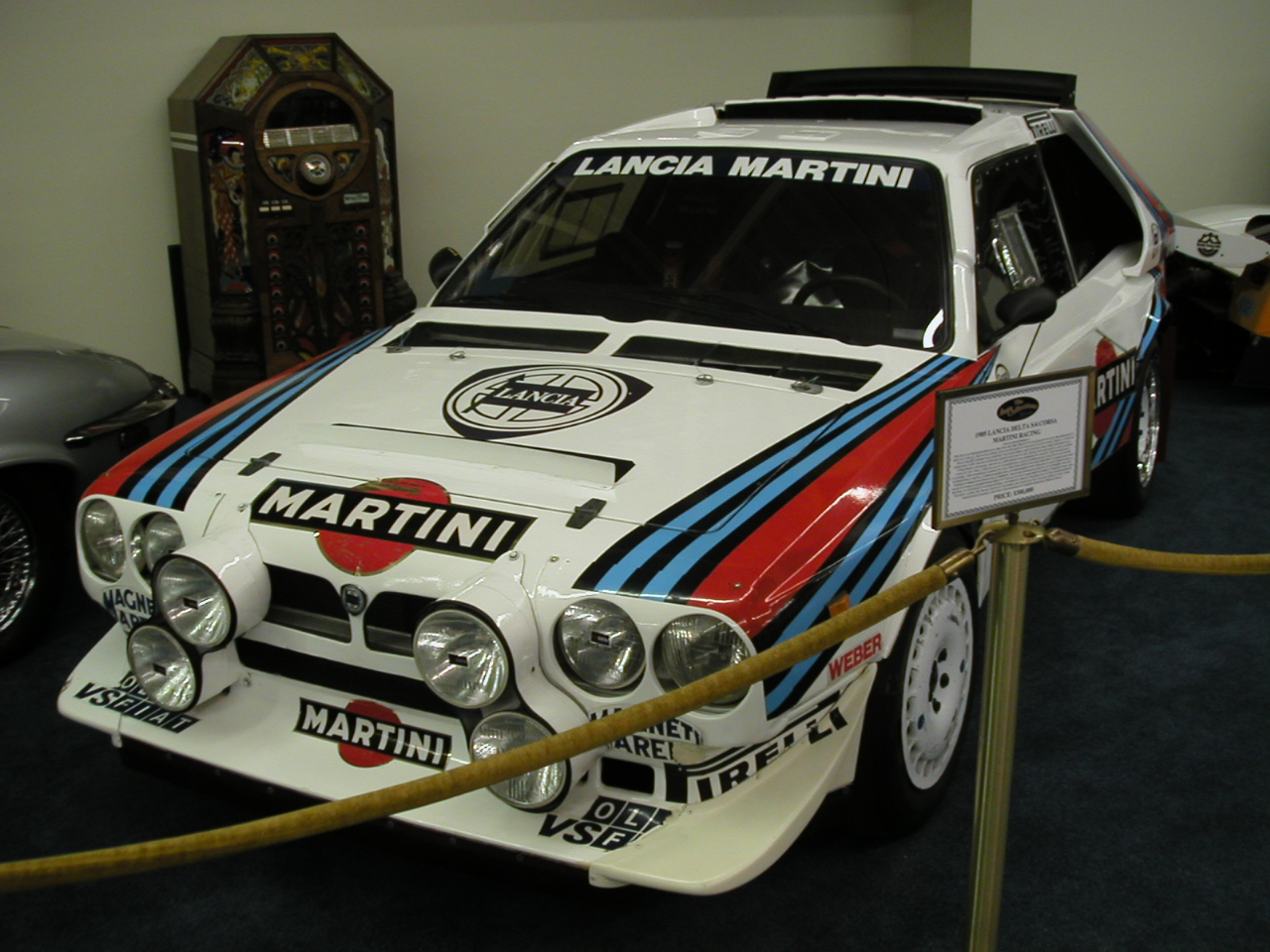
La prohibición de los grupo B en 1986 significó el fin de la vida deportiva del Lancia Delta S4, que en un primer momento pareció destinado a ocupar las vitrinas de los museos.

En el Campeonato de Europa de Rally, que en 1986 contaba con más de veintiocho pruebas en el calendario, los equipos satélites de Lancia compitieron en un total de quince pruebas. Fabrizio Tabaton disputó trece con la escudería Grifone en un Lancia Delta S4 de 400 cv, decorado en negro y oro, y logró seis victorias además de hacerse con el título de pilotos. El italiano tuvo como mayor rival al belga Patrick Snijers, que corrió con un Lancia Rally 037 preparado por Tre Gazelle. Tabaton venció en el Rally Costa Brava, Rally de Madeira, Rally Halkidikis, Rally Príncipe de Asturias, Rally Cataluña y Rally de San Marino, logró un segundo en la Isla de Elba y un cuarto puesto en el Costa Smeralda además de sumar cinco abandonos: Rally RACE —por una fuga de aceite cuando iba primero—, Rally Garriges, Rally Targa Florio, Rally de Ypres —por accidente cuando lideraba la carrera— y Rally Antibes, donde sufrió una salida de pista en el tercer tramo. Los abandonos no impidieron que Tabaton se hiciese con el campeonato europeo, quien además participó ese año en el Rally de San Remo donde no terminó por abandono. Dario Cerrato, que corrió con Jolly Club en el Campeonato de Italia de Rally donde logró el título, también participó en el europeo y disputó cinco pruebas, aunque sumó dos victorias y se subió al podio en las otras tres. Por su parte, Henri Toivonen, que disputaba el mundial con Lancia, participó en el Rally Costa Smeralda, donde se hizo con la victoria. En esa misma prueba, el Delta S4 cosechó el mejor resultado del certamen europeo: victoria para Toivonen, tercer puesto para Cerrato y cuarto para Tabaton.

## Vida posterior
Tras la prohibición de los grupo B las marcas encontraron diferentes alternativas para sus modelos, que parecían destinados a los museos. Estos siguieron compitiendo en carreras donde la reglamentación era más permisiva y no se excluía a los grupo B, como los rallies de tierra, las competiciones de rallycross o los rally de históricos, tanto en la modalidad de regularidad como de velocidad, donde estos vehículos pueden volver a enfrentarse como en el pasado. También es posible verlos en festivales y eventos automovilísticos como la Race of Champions o el Goodwood Festival of Speed. Donde sí se ha mantenido vivo el Delta S4 es en las competiciones de montaña, donde diversos pilotos, como Germano Nataloni, Nello Nataloni, Bruno Ianniello, Christof Beck o Fabrizio Lo Vacco, han competido con varias unidades en pruebas principalmente europeas desde los años 1980 hasta el siglo XXI.
Las unidades, tanto de serie como las que compitieron en los años 1980, tuvieron diferentes destinos. La mayoría fueron a parar a manos de particulares, como el coleccionista británico Patrick Collection, que atesora una unidad del Stradale, y de pilotos, como el finés Juha Kankkunen, que posee un museo privado con varios vehículos como el Peugeot 205 T16, un Audi Quattro S1 o el propio Lancia Delta S4.

## Lancia Delta ECV

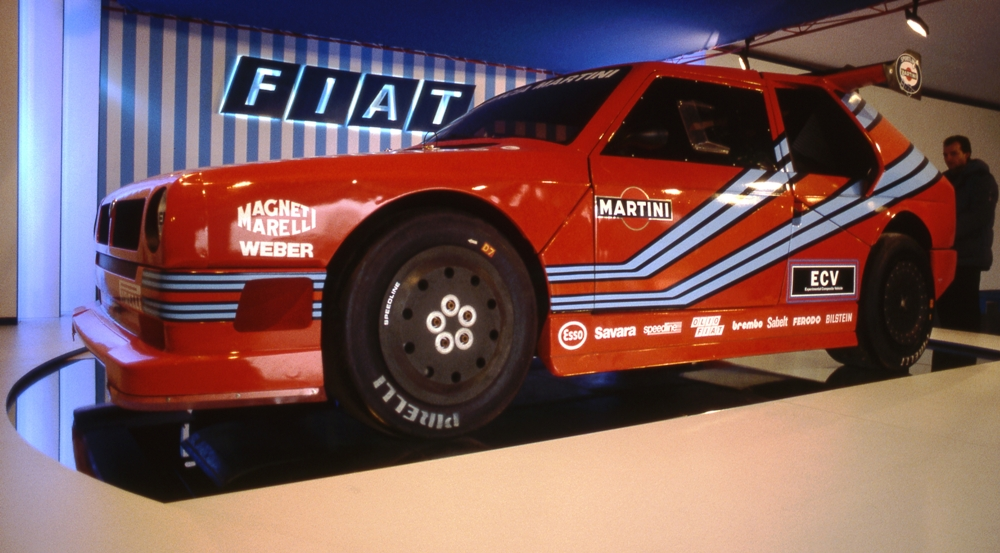
Maqueta del Lancia Delta ECV durante su presentación en Bolonia en 1986.

En 1985 la FIA se encontraba redactando el que hubiese sido el sustituto del grupo B, el denominado grupo S. Esta categoría estaría basada en los grupo B, pero permitiría a las marcas homologar sus modelos construyendo solo diez unidades, manteniendo las mismas características técnicas pero con la salvedad de que la potencia estaría limitada en 300 CV y con soluciones que afectarían a la admisión del aire así como a la presión del turbo. También se aplicarían restricciones en el peso y se aumentarían las medidas de seguridad. La prohibición de los grupo B en 1986 detuvo el desarrollo de los grupo S y las marcas como Lancia, que se encontraban trabajando en él, se centraron exclusivamente en el grupo A. Aunque la propuesta no prosperó, Lancia construyó el prototipo Lancia Delta ECV —ECV acrónimo de Experimental Composite Vehicle— que se definió como el sustituto del Delta S4.
Este vehículo, que recibió el nombre de Lancia Delta ECV1 apelando al material del que estaba compuesto (fibra de carbono composite), estaba dotado de un motor «Triflux» y fue concebido sobre una modificación del chasis del S4. Se construyó una maqueta del mismo que fue presentada en el Salón del Automóvil de Bolonia en 1986 y posteriormente en 1987 en Ginebra. Nunca llegó a competir debido a la prohibición de los grupo S; sin embargo, años después, el preparador Giuseppe Volta compró la mayoría de las piezas del mismo y en 2009 decidió reconstruirlo. Con ayuda de Abarth y Lancia restauró una unidad y la presentó en el Rally Legend de San Marino en 2010 con Miki Biasion al volante. Durante el año 1988 Lancia siguió trabajando en el prototipo y desarrolló el ECV2, que contaba con un motor de 1 759 cc, doble turbo y un peso de 910 kg. Esta unidad tampoco llegó a competir y la maqueta se encuentra en Turín, propiedad de Fiat.

## Resultados

### Resultados en el campeonato del mundo de rally
| Año  | Equipo             | Pilotos            | MON | SWE | POR | SAF | FRA | GRE | NZL | ARG | FIN | ITA  | CIV | GBR | Pos. | Puntos | Notas  |
| 1985 | Martini Racing     | Markku Alén        |     |     |     |     |     |     |     |     |     |      |     | 2   | 3º   | 70     | [ 67 ] |
| 1985 | Martini Racing     | Henri Toivonen     |     |     |     |     |     |     |     |     |     |      |     | 1   | 3º   | 70     | [ 67 ] |
| Año  | Equipo             | Pilotos            | MON | SWE | POR | FRA | GRE | NZL | ARG | FIN | CIV | ITA* | GBR | USA | Pos. | Puntos |        |
| 1986 | Martini Lancia     | Markku Alén        | Ret | 2   | Ret | Ret | Ret | 2   | 2   | 3   |     | 1    | 2   | 1   | 2º   | 122    | [ 68 ] |
| 1986 | Martini Lancia     | Henri Toivonen     | 1   | Ret | Ret | Ret |     |     |     |     |     |      |     |     | 2º   | 122    | [ 68 ] |
| 1986 | Martini Lancia     | Massimo Biasion    | Ret |     | Ret | Ret | 2   | 3   | 1   |     |     | 3    |     |     | 2º   | 122    | [ 68 ] |
| 1986 | Martini Lancia     | Mikael Ericsson    |     |     |     |     | Ret | 4   |     | 5   |     |      | Ret |     | 2º   | 122    | [ 68 ] |
| 1986 | Martini Lancia     | Jorge Recalde      |     |     |     |     |     |     | 4   |     |     |      |     |     | 2º   | 122    | [ 68 ] |
| 1986 | Martini Lancia     | Kalle Grundel      |     |     |     |     |     |     |     | 6   |     |      |     |     | 2º   | 122    | [ 68 ] |
| 1986 | Martini Lancia     | Dario Cerrato      |     |     |     |     |     |     |     |     |     | 2    |     |     | 2º   | 122    | [ 68 ] |
| 1986 | Paolo Alessandrini | Paolo Alessandrini |     |     |     |     |     |     |     |     |     |      |     | 6   | -    | 0      | [ 69 ] |
| 1986 | ?                  | Fabrizio Tabaton   |     |     |     |     |     |     |     |     |     | Ret  |     |     | -    | 0      | [ 54 ] |

- Los resultados del Rally de San Remo de 1986 fueron anulados posteriormente por la FIA.

### Resultados en el campeonato de Europa
| Año  | Equipo           | Pilotos          | COS | RAC | GAR | CSM | ISO | TAR | YPR | LAN | MAD | ELP | PIA | PRI | ANT | CAT | SAN | Pos. | Puntos | Notas  |
| 1986 | Grifone Esso     | Fabrizio Tabaton | 1   | Ret | Ret | 4   | 2   | Ret | Ret |     | 1   | 1   |     | 1   | Ret | 1   | 1   | 1.º  | 465    | [ 70 ] |
| 1986 | Jolly Club Totip | Dario Cerrato    |     |     |     | 3   | 1   | 1   |     | 2   |     |     | 2   |     |     |     |     | 6.º  | 228    | [ 70 ] |
| 1986 | Martini Lancia   | Henri Toivonen   |     |     |     | 1   |     |     |     |     |     |     |     |     |     |     |     | ?    | ?      | [ 70 ] |

## Palmarés

### Títulos
| Año  | Título               | Piloto           |
| ---- | -------------------- | ---------------- |
| 1986 | Campeonato de Europa | Fabrizio Tabaton |
| 1986 | Campeonato de Italia | Dario Cerrato    |

### Victorias en el Campeonato Mundial de Rally
| N.º | Año  | Rally                                  | Piloto          | Copiloto        | Notas  |
| --- | ---- | -------------------------------------- | --------------- | --------------- | ------ |
| 1   | 1985 | 34th Lombard RAC Rally                 | Henri Toivonen  | Neil Wilson     | [ 10 ] |
| 2   | 1986 | 54ème Rallye Automobile de Monte-Carlo | Henri Toivonen  | Sergio Cresto   | [ 10 ] |
| 3   | 1986 | 6.º Marlboro Rally Argentina           | Massimo Biasion | Tiziano Siviero | [ 10 ] |
| 4   | 1986 | 21st Olympus Rally                     | Markku Alén     | Ilkka Kivimäki  | [ 10 ] |

### Victorias en el Campeonato de Europa de Rally
| N.º | Año  | Rally                            | Piloto           | Copiloto           |
| --- | ---- | -------------------------------- | ---------------- | ------------------ |
| 1   | 1986 | 34.º Rally Costa Brava           | Fabrizio Tabaton | Luciano Tedeschini |
| 2   | 1986 | 9º Rally Costa Smeralda          | Henri Toivonen   | Sergio Cresto      |
| 3   | 1986 | 18º Rallye dell'Isola d'Elba     | Dario Cerrato    | Giuseppe Cerri     |
| 4   | 1986 | 70.º Rally Targa Florio          | Dario Cerrato    | Giuseppe Cerri     |
| 5   | 1986 | 27.º Rali Vinho da Madeira       | Fabrizio Tabaton | Luciano Tedeschini |
| 6   | 1986 | 11º Rally Elpa Halkidikis        | Fabrizio Tabaton | Luciano Tedeschini |
| 7   | 1986 | 23.er Rally Príncipe de Asturias | Fabrizio Tabaton | Luciano Tedeschini |
| 8   | 1986 | 22.º Rally Cataluña              | Fabrizio Tabaton | Luciano Tedeschini |
| 9   | 1986 | 14º Rally di San Marino          | Fabrizio Tabaton | Luciano Tedeschini |

### Otras victorias
| N.º | Año  | Rally                  | Piloto        | Copiloto       |
| --- | ---- | ---------------------- | ------------- | -------------- |
| 1   | 1986 | 9º Rally 1000 Miglia   | Dario Cerrato | Giuseppe Cerri |
| 2   | 1986 | 70º Targa Florio Rally | Dario Cerrato | Giuseppe Cerri |

## Unidades construidas
Se construyeron un total de veintinueve chasis distintos de los que solo uno no sobrevivió: la unidad que Toivonen condujo durante el Rally de Córcega de 1986. Todas las demás se conservan en manos de coleccionistas privados, la mayoría italianos.
| Chasis | Matrícula/s               | Estado/Propietario                                   | Competición | Imagen |
| ------ | ------------------------- | ---------------------------------------------------- | --- | ------ |
| 009    | TO 81695E A637716 C641BNX | Martin Fox (Coleccionista privado, Reino Unido)      | Montecarlo 1986 (Ignacio Sunsundegui) |        |
| 201    | TO 73077E                 | Coleccionista privado (Italia)                       | 1000 Pistes 1986 (Markku Alen) |        |
| 202    | TO 77889E                 | Adriano Raffagnato (Coleccionista privado, Alemania) | RAC 1985 (Henri Toivonen) |        |
| 203    | TO 77891E                 | Coleccionista privado (Italia)                       | San Remo 1986 (Fabrizio Tabaton) Madeira 1986 (Fabrizio Tabaton) Elba 1986 (Fabrizio Tabaton) Targa Florio 1986 (Fabrizio Tabaton) Príncipe 1986 (Fabrizio Tabaton) |        |
| 204    | TO 77890E                 | Lorenzo Mazzetto (Coleccionista privado, Italia)     | Suecia 1986 Portugal 1986 Acrópolis 1986 (Mikael Ericsson) Argentina 1986 (Jorge Recalde) Costa Smeralda (Henri Toivonen)                                           |        |
| 205    | TO 81694E C742 EUW        | Coleccionista privado (Reino Unido)                  | Algarve 1985 (Markku Alen) Coche para test |        |
| 206    | TO 76794E TV 709379       | Coleccionista privado (Italia)                       | Córcega 1986 (Markku Alen) Acrópolis 1986 (Markku Alen) Nueva Zelanda 1986 (Mikael Ericsson) Finlandia 1986 (Mikael Ericsson)                                       |        |
| 207    | TO 76797E                 | Coleccionista privado (Italia)                       | RAC 1985 (Markku Alen) Ypres 1986 (Fabrizio Tabaton) Halkidikis (Fabrizio Tabaton) Antibes (Fabrizio Tabaton)                                                       |        |
| 208    | TO 77892E                 | Coleccionista privado (Estados Unidos)               | Coche para test Mille Miglia 1986 (Dario Cerrato) Costa Smeralda 1986 (Dario Cerrato)                                                                               |        |
| 209    | TO 73073E                 | Coleccionista privado (Italia)                       | Argentina 1986 (Miki Biasion) Finlandia 1986 (Markku Alen) Cataluña (Fabrizio Tabaton) San Marino (Fabrizio Tabaton)                                                |        |
| 210    | TO 77893E                 | Coleccionista privado (Italia)                       | Elba 1986 (Dario Cerrato) Targa Florio 1986 (Dario Cerrato) Piemonte 1986 (Dario Cerrato) Della Lana 1986 (Dario Cerrato)                                           |        |
| 211    | TO 73074E                 | Destruido                                            | Córcega 1986 (Henri Toivonen) |        |
| 212    | TO 73075                  | Coleccionista privado (Italia)                       | No compitió |        |
| 213    | TO 73076E                 | Coleccionista privado (Italia)                       | Coche de test |        |
| 214    | TO 76795E                 | Coleccionista privado (Reino Unido)                  | Portugal (Miki Biasion) Córcega (Miki Biasion) Acrópolis (Miki Biasion) RAC 1986 (Mikael Ericsson)                                                                  |        |
| 215    | TO 81693E                 | Coleccionista privado (Reino Unido)                  | Montecarlo 1986 (Henri Toivonen) |        |
| 216    | TO 73078E                 | Coleccionista privado (Italia)                       | No compitió |        |
| 217    | TO 73079E                 | Teo Martín (Coleccionista privado, España)           | Coche de test |        |
| 218    | TO 73080E                 | Coleccionista privado (Italia)                       | No compitió |        |
| 219    | TO 73080E                 | Coleccionista privado (Italia)                       | Montecarlo 1986 (Miki Biasion) Coche de test |        |
| 220    | TO 81696E L8282           | Coleccionista privado (Italia)                       | Portugal 1986 (Markku Alen) Suecia 1986 (Markku Alen) Coche de test                                                                                                 |        |
| 221    | TO 77894E                 | Coleccionista privado (Italia)                       | Costa Brava 1986 (Fabrizio Tabaton) Costa Blanca 1986 (Fabrizio Tabaton) Garriges 1986 (Fabrizio Tabaton) Costa Smeralda 1986 (Fabrizio Tabaton)                    |        |
| 222    | TO 77894E                 | Coleccionista privado (Italia)                       | Nueva Zelanda 1986 (Markku Alen) Piancavellao (Dario Cerrato) San Remo (Dario Cerrato) Aosta (Dario Cerrato)                                                        |        |
| 223    | TO 90679E                 | Key Sport (Coleccionista privado, Italia)            | Argentina 1986 (Markku Alen) Finlandia (Kalle Grundel) Olympus 1986 (Paolo Alessandrini)                                                                            |        |
| 224    | TO 90680E                 | Marco Gramenzi (Coleccionista privado, Italia)       | Nueva Zelanda 1986 (Miki Biasion) Finlandia 1986 (Markku Alen) |        |
| 225    | TO 90681E                 | Coleccionista privado (Italia)                       | San Remo 1986 (Markku Alen) Olympus 1986 (Markku Alen) |        |
| 226    | TO 33874F                 | Propiedad de Juha Kankkunen                          | San Remo 1986 (Miki Biasion) RAC 1986 (Markku Alen) |        |
| 227    | TO 19737F                 | Museo Loheac (Francia)                               | Varios |        |
| 228    | TO 52127F                 | Coleccionista privado (Italia)                       | Varios |        |

### Vídeos de interés
- Prototipo del Delta S4 de 1984 y desarrollo Youtube.com
- Primer test del Delta S4 en nieve en Lapland en 1985. Youtube.com
- Delta S4 Test Run #1 #2 Youtube.com
- Reactions après l"accident de Henri Toivonen et Sergio Cresto - after Toivonen crash Youtube.com (en francés)
- Claudio Lombardi and Sergio Limone ... and the Delta Legend is born Youtube.com (en italiano)

- Datos: Q958418
- Multimedia: Lancia Delta S4 / Q958418